# 山本長次
山本 長次（やまもと ちょうじ、1962年 - ）は、日本の経営学者、佐賀大学経済学部教授。経営史、経済史、経営管理専攻。
1986年、國學院大學経済学部を卒業して、國學院大學大学院、修士課程、博士課程に進学するも、1993年に博士課程を満期退学する。1994年6月に佐賀大学経済学部講師となり、1995年4月より助教授、2014年4月より教授となった。